# Ernesto Mandara
Ernesto Mandara (Positano, 24 luglio 1952) è un vescovo cattolico italiano, dal 10 giugno 2011 vescovo di Sabina-Poggio Mirteto.

## Biografia
Nasce a Positano, in provincia di Salerno e arcidiocesi di Amalfi-Cava de' Tirreni, il 24 luglio 1952.

### Formazione e ministero sacerdotale
Dopo aver frequentato le scuole medie statali a Positano, frequenta il Seminario Minore della Prelatura territoriale di Pompei. Successivamente viene inviato al Pontificio Seminario Romano Minore continuando poi la formazione teologica nel Pontificio Seminario Romano Maggiore, nella Pontificia Università Lateranense e nella Pontificia Università Gregoriana
Riceve l'ordinazione presbiterale il 22 aprile 1978 per l'arcidiocesi di Amalfi-Cava de' Tirreni dall'arcivescovo Alfredo Vozzi.
Dal 1979 al 1983 è assistente del Pontificio Seminario Romano Maggiore e dal 1983 al 1990 vice-rettore. Il 1º febbraio 1990 è incardinato nella diocesi di Roma e, dal 1990 al 2002, è parroco della Chiesa di Santa Maria delle Grazie al Trionfale in Roma.
Nel 2002 diviene direttore dell'ufficio per l'edilizia di culto e segretario dell'Opera Romana per la Preservazione della Fede e la Provvista di nuove Chiese della diocesi di Roma.

### Ministero episcopale
Il 2 aprile 2004 viene nominato vescovo ausiliare della diocesi di Roma e nel contempo vescovo titolare di Torre di Mauritania.
Riceve la consacrazione episcopale il 5 giugno 2004 dal cardinale Camillo Ruini, co-consacranti gli arcivescovi Luigi Moretti e Giuseppe Mani.
Il 10 giugno 2011 papa Benedetto XVI lo nomina vescovo di Sabina-Poggio Mirteto, succedendo a Lino Fumagalli, nominato vescovo di Viterbo.
Entra solennemente in diocesi il 25 settembre 2011, prendendo possesso canonico nella cattedrale di Poggio Mirteto divenendone il 5º vescovo.
In seno alla Conferenza Episcopale Italiana è presidente del Collegio dei Revisori dei Conti.

## Genealogia episcopale
La genealogia episcopale è:
- Cardinale Scipione Rebiba
- Cardinale Giulio Antonio Santori
- Cardinale Girolamo Bernerio, O.P.
- Arcivescovo Galeazzo Sanvitale
- Cardinale Ludovico Ludovisi
- Cardinale Luigi Caetani
- Cardinale Ulderico Carpegna
- Cardinale Paluzzo Paluzzi Altieri degli Albertoni
- Papa Benedetto XIII
- Papa Benedetto XIV
- Papa Clemente XIII
- Cardinale Bernardino Giraud
- Cardinale Alessandro Mattei
- Cardinale Pietro Francesco Galleffi
- Cardinale Giacomo Filippo Fransoni
- Cardinale Carlo Sacconi
- Cardinale Edward Henry Howard
- Cardinale Mariano Rampolla del Tindaro
- Cardinale Gennaro Granito Pignatelli di Belmonte
- Cardinale Pietro Boetto, S.I.
- Cardinale Giuseppe Siri
- Cardinale Giacomo Lercaro
- Vescovo Gilberto Baroni
- Cardinale Camillo Ruini
- Vescovo Ernesto Mandara

## Stemma
Lo stemma è suddiviso in due parti: la parte alta e quella bassa.
Nella parte alta è rappresentata una torre a due piani finestrata con una porta, simbolo della città di Positano, in cui egli è nato e una stella a sinistra per evidenziare la particolare devozione a Maria.
In basso vi sono tre bisanti dorati che indicano l'accortezza nell'amministrazione.
Il colore azzurro raffigura il mare della Costiera amalfitana che bagna la città natale mentre l'oro rappresenta l'incorruttibilità e lo splendore dell'ingegno.